# Aesculin
Aesculin ist ein Glucosid, das natürlich in Rinde und Samen der Rosskastanie (Aesculus hippocastanum) vorkommt; es findet sich auch im Daphnin, dem dunkelgrünen Harz des Gemeinen Seidelbasts (Daphne mezereum).

## Eigenschaften

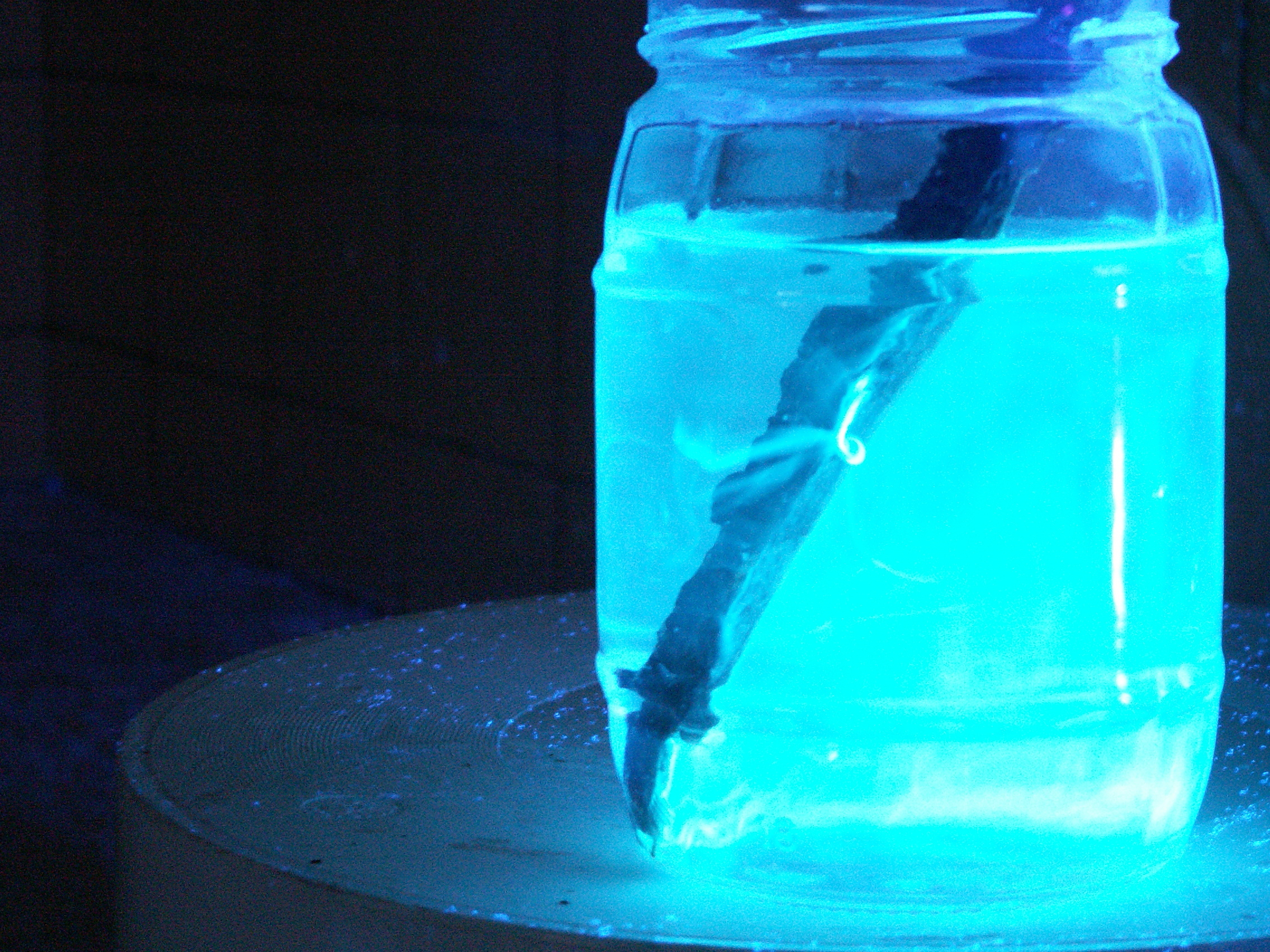
Fluoreszierendes Aesculin

Aesculin ist eine Derivat des 6,7-Dihydroxycumarin. Wie auch andere Cumarine fluoresziert die Substanz blau unter ultraviolettem Licht, zum Beispiel einer Wellenlänge von 366 nm. Über diese Fluoreszenz in sonnenlichtbestrahlten, wässrigen Auszügen von Rosskastanienrinde wird bereits im 19. Jahrhundert berichtet.
Diesen Effekt untersuchte der deutsche Chemiker Paul Krais (1866–1939), indem er Wolle und Flachs mit Aesculin-haltigen Extrakten der Rosskastanie versetzte und damit eine optische Aufhellung erzielte.
Aesculin fluoresziert unter langwelligem ultraviolettem Licht (360 nm). Hochenergetische, kurzwellige und unsichtbare UV-Strahlung regt Elektronen des Aesculin-Moleküls an. Durch diese Absorption geht das Aesculin-Molekül vorübergehend in einen instabilen Zustand über.

## Verwendung

### Labordiagnostik
Aesculin wird in der Mikrobiologie zur Identifizierung bestimmter Bakterien, insbesondere von Enterokokken, verwendet. Enterokokken haben die Eigenschaft, Aesculin zu Glucose und Aesculetin zu hydrolysieren. In Gegenwart von Eisen(III)-Ionen bildet das Aesculetin einen olivgrünen bis schwarzen Komplex. Dieser Nachweis wird als Äskulinspaltung oder Esculinhydrolyse bezeichnet.

### Medizinische Anwendung
In Medikamenten wird Aesculin manchmal als Vasoprotektor eingesetzt.